# Gestione delle vie aeree
La gestione delle vie aeree è l'insieme di quelle procedure atte a garantire la pervietà delle vie aeree di un paziente in ambiti di rianimazione cardiopolmonare, anestesia, medicina d'urgenza, terapia intensiva e pronto soccorso.

## Contesti applicativi

### Rianimazione cardiopolmonare
Il miglior metodo di gestione delle vie aeree durante la RCP è controversa. Vi sono pareri diversi sulla gestione delle vie aeree (compresi i metodi di respirazione bocca a bocca o invasive semplici) durante la RCP, in quanto è stato dimostrato che le persone che ricevono inizialmente le sole compressioni toraciche avevano più probabilità di sopravvivere rispetto a coloro che avevano RCP standard. Tuttavia, nei bambini, o quando l'arresto è prolungato, la gestione delle vie aeree è ancora importante.

### Trauma fisico
In ambienti extraospedalieri, la gestione delle vie aeree è controversa. Le vittime di traumi sono spesso a rischio di aspirazione di cibo, ma anche di sangue e altri materiali che possono rendere difficile vedere la laringe per intubare.

## Manovre

### Iperestensione del capo
L'iperestensione della testa è la manovra primaria utilizzata in qualsiasi paziente in cui non si abbia il sospetto di un rischio a carico del rachide cervicale. Il modo più semplice per garantire una buona circolazione d'aria in un paziente incosciente è di usare una tecnica di sollevamento del mento rispetto alla parte occipitale della testa, sollevando così la lingua evitando che stazioni verso la parete posteriore della faringe. Questo è insegnato nei corsi di primo soccorso come il modo standard per la gestione delle vie aeree.
|                    |                  |
| vie aeree ostruite | vie aeree pervie |

### Sublussazione della mandibola
La sublussazione della mandibola è una tecnica efficace per mantenere le vie respiratorie attraverso il blocco delle articolazioni della mandibola, in particolare nel paziente in cui lesione del rachide cervicale è una preoccupazione. La sublussazione della mandibola è una tecnica utilizzata in pazienti con una sospetta lesione spinale ed è utilizzato a paziente supino. Il professionista usa il dito indice e il medio spingendo la parte posteriore della mandibola verso l'alto, mentre il pollice spingere in basso il mento per aprire la bocca, questo fa sì di scongiurare l'occlusione con la lingua l'ingresso della trachea, contribuendo a garantire le vie aeree.

## Dispositivi e procedure

### Cannula oro-faringea

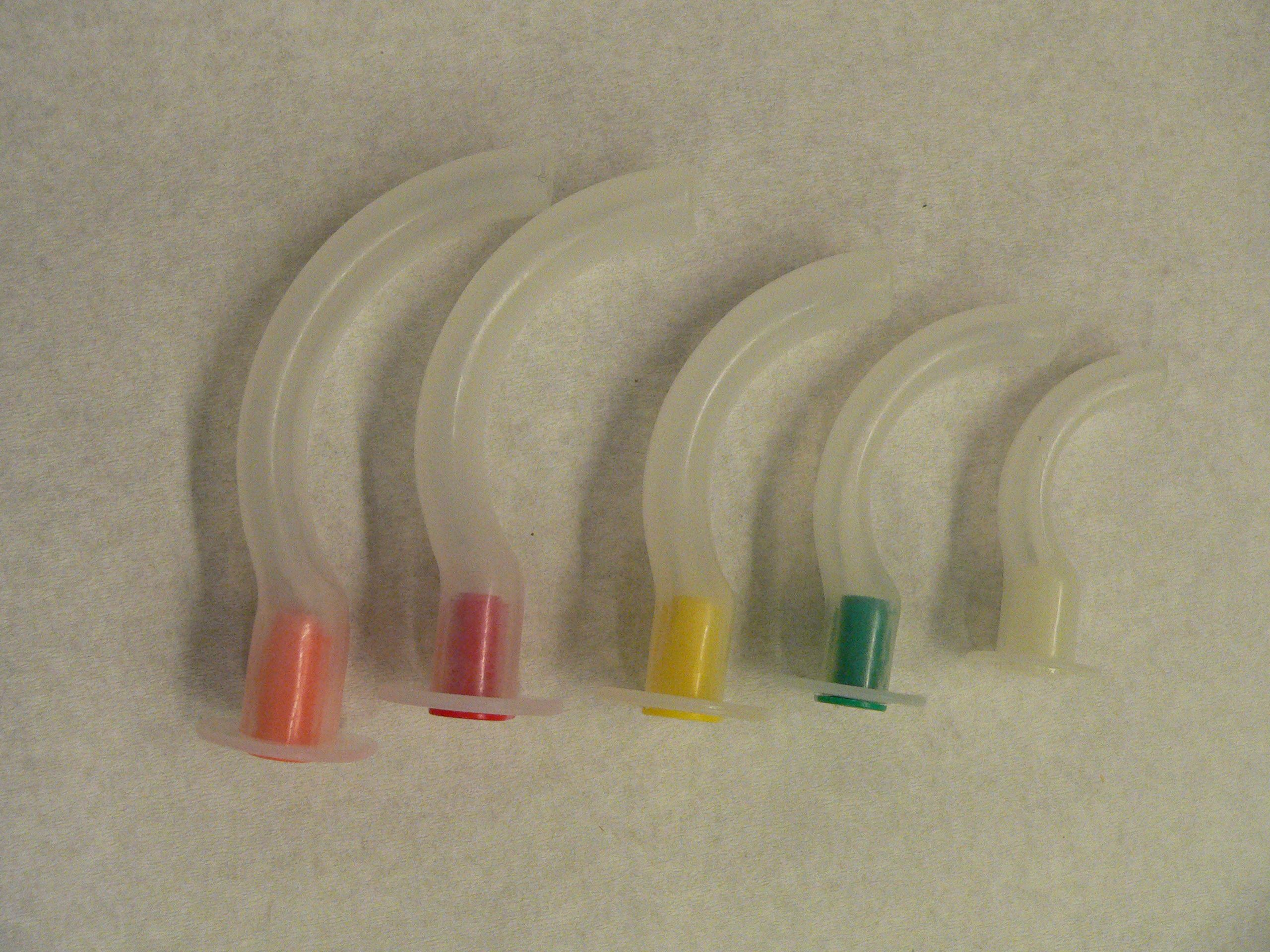
Varie dimensioni di Cannula oro-faringea

Le cannule orofaringee, nota anche come cannule di Guedel, sono dei rigidi dispositivi curvi di plastica utilizzati per mantenere la pervietà delle prime vie aeree, impedendo alla lingua di occludere l'epiglottide, così da scongiurare il rischio d'impedire alla persona di respirare. Quando una persona diventa incosciente infatti i muscoli orofaringei si rilassano permettendo alla lingua di ostruire le vie respiratorie. La cannula oro-faringea dovrebbe essere utilizzata solo in un paziente non cosciente perché in un paziente reattivo possono causare vomito e il rischio d'aspirazione.

### Cannula rino-faringea
La cannula nasofaringea è una gomma morbida o tubo cavo di plastica che passa attraverso il naso fino alla faringe posteriore. Si consiglia l'utilizzo quando l'uso di una cannula oro-faringea è difficile, ad esempio con trisma, o se il paziente è semicosciente e non può tollerare una cannula oro-faringea. Le nasofaringee sono generalmente sconsigliate se c'è il sospetto di una frattura alla base del cranio, a causa della possibilità del tubo entrare nel cranio; tuttavia, i rischi effettivi di questa complicanza rispetto ai rischi di danno da ipossia se non viene usato una via aerea sono discutibili.

### Maschera laringea e presidi sovraglottici
Una maschera laringea è un dispositivo che viene inserito in faringe, senza entrare nella trachea.

### Intubazione endotracheale
L'intubazione endotracheale è il posizionamento di un tubo di plastica flessibile o gomma nella trachea per mantenere una via per la respirazione artificiale e come un condotto attraverso il quale somministrare alcuni farmaci. È spesso eseguita in pazienti criticamente malati, feriti o anestetizzati per facilitare la ventilazione e per evitare la possibilità di ostruzione delle vie aeree. Il percorso più utilizzato è orotracheale, in cui un tubo endotracheale viene passato attraverso la bocca e apparato vocale nella trachea.

### Cricotirotomia
Una cricotirotomia è un'incisione fatta attraverso la pelle e la membrana cricotiroidea per stabilire una pervietà delle vie aeree durante alcune situazioni di pericolo di vita, come ostruzione delle vie aeree da un corpo estraneo, angioedema, o forte trauma facciale.
La cricotirotomia è quasi sempre eseguita nel caso in cui l'intubazione oro-tracheale e nasotracheale siano impossibili o controindicate. La cricotirotomia è più facile e più rapida da eseguire rispetto tracheotomia, non richiede la manipolazione della colonna cervicale ed è associata a minori complicazioni.

### Tracheotomia
Una tracheotomia è un'apertura creata chirurgicamente dalla pelle del collo fino alla trachea. Una tracheotomia va presa in considerazione per una persona che dovrà essere collegata ad un ventilatore meccanico per lungo tempo.